# Cat Anderson
William Alonzo 'Cat' Anderson (Greenville (South Carolina), 12 september 1916 - Los Angeles, 29 april 1981) was een Amerikaanse jazztrompettist, die vooral bekend werd door zijn werk in het orkest van Duke Ellington en zijn spel in het hoge register. Hij speelde tevens viool en gitaar.
Anderson verloor op vroege leeftijd beide ouders en kwam op 4-jarige leeftijd in een weeshuis terecht, waar hij trompet leerde spelen en in een band, Jenkins Orphanage Band, actief werd. Hij speelde daarna in Carolina Cotton Pickers, die bestond uit lotgenoten uit het weeshuis, toerde daarmee en maakte ook zijn eerste opnames. Hij werkte vervolgens bij gitarist Hartley Toots en achtereenvolgens in de orkesten van Claude Hopkins, Doc Wheelers (1938-1942, Anderson maakte hiermee ook opnames), Lucky Millinder, Erskine Hawkins, Sabby Lewis en Lionel Hampton (waarmee hij de klassieker Flying Home opnam).
Andersons carrière nam een hoge vlucht toen de trompettist in 1944 in het orkest van Ellington terechtkwam, waar hij al snel een centrale plaats kreeg in het geluid van de band. Anderson kon spelen in verschillende jazzstijlen, maar hij is vooral bekend door zijn hoge noten (tot triple c), die hij aanhoudend en hard kon spelen. Cat Anderson had een bereik van vijf octaven. Hij was ook een meester met de demper.
De trompettist speelde verschillende periodes bij Ellington: van 1944 tot 1947, van 1950 tot 1959 en van 1961 tot 1970. Tussendoor probeerde hij, met weinig succes, een eigen band overeind te houden.
Na 1971 vestigde Anderson zich in Los Angeles, waar hij meespeelde op studio-sessies en in lokale bands, waaronder die van Louie Bellson (ex-drummer van Ellington) en Bill Berry. Ook ging hij af en toe op tournee door Europa.
Anderson overleed aan de gevolgen van een hersentumor.

## Discografie (selectie)
- Cat on a Hot Tin Norn, 1958
- Cat Anderson Plays at 4 A.M., 1958
- Ellingtonia, 1962
- Americans Swinging in Paris
- Cat Speaks, 1977
- Old Folks, 1979

- Biblioteca Nacional de España: XX831492
- Bibliothèque nationale de France: cb13890751n (data)
- Gemeinsame Normdatei: 134610385
- International Standard Name Identifier: 0000 0000 8632 8568
- Library of Congress Control Number: n91090550
- MusicBrainz: e58d894d-d6a1-49c0-aee2-8350af5c68a8
- Nationale Bibliotheek van Israël: 987007328069905171
- Nederlandse Thesaurus van Auteursnamen: 09575394X
- SNAC: w6d07883
- Système universitaire de documentation: 078061040
- Virtual International Authority File: 11102165
- WorldCat: E39PBJwMHRx3dcqKdbqH7dvbVC